# Conde de la sagrada dádiva

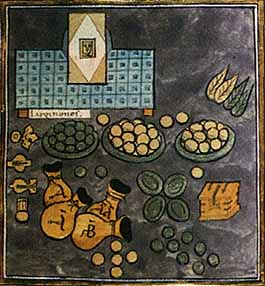
Insignia del conde de la sagrada dádiva en la Notitia dignitatum: bolsas de monedas y lingotes de mineral que simbolizan su control sobre minas y casas de la moneda, así como el codicilo de su nombramiento.

El conde de la sagrada dádiva (en latín, comes sacrarum largitionum o comes sacrae largiti ---literalmente, conde de la(s) sagrada(s) largueza(s)---, en griego, κόμης τῶν θείων θησαυρῶν ---literalmente conde de los sagrados tesoros), era uno de los principales funcionarios públicos de la administración del Bajo Imperio romano y de los primeros siglos del Imperio bizantino. Era el encargado de administrar las finanzas del imperio y, como tal, una suerte de ministro de economía, finanzas y hacienda.

## Historia
La primera referencia histórica del cargo de la que se tiene noticia es de los años 342-345, durante el reinado del emperador Constancio II, aunque se acepta que el cargo fue creado en el 318 por el emperador Constantino I, o, quizá, como parte de las reformas de la administración romana acometidas por el emperador Diocleciano en torno al año 290 El cargo vendría a sustituir al del a rationibus, asesor de finanzas de los emperadores durante el Alto Imperio romano. 
Como en el caso del a rationibus, el conde de la sagrada dádiva tenía bajo su responsabilidad la supervisión de todos aquellos sectores financieros que cayeran fuera de las competencias de los prefectos pretorianos, esto es, las tasas e impuestos sobre senadores, la recaudación del chrysargyron---la collatio lustralis, esto es, un impuesto sobre las rentas del trabajo al que estaban sujetos comerciantes, artesanos, usureros, prostitutas, abogados y en general todos aquellos que percibieran una remuneración por su trabajo, a excepción de los médicos, maestros y agricultores---, tasas de aduana, minas, molinos y manufacturas del estado; asimismo, controlaba la política monetaria del estado por medio de la gestión de las cecas. 
Inicialmente, también estaba a cargo de las finanzas privadas del emperador y la corte, pero estas competencias pasaron a manos del comes rerum privatarum (conde de los asuntos privados) a finales del siglo IV. Sin embargo, el conde de la sagrada dádiva retuvo la dignidad de comes sacrae vestis del emperador. Asimismo, supervisaba las labores de otros condes imperiales:
- El comes auri: encargado de la acuñación de moneda
- Tres condes de dádivas provinciales para Italia, África e Iliria
- El comes commerciorum para la supervisión del comercio en Iliria
- El comes metallorum (conde de los metales) responsable de las minas de oro de Iliria.

El conde fue perdiendo importancia a partir de finales del siglo V, especialmente una vez el emperador Anastasio I (491-518) abolió el detestado chrysagyron. Ello le restó gran parte de sus competencias, dado que la mayor parte de la política económica del gobierno bizantino y tardo-romano recaía en oficiales militares como el prefecto de la guardia. No obstante, el cargo se mantuvo como uno de los principales ministros de finanzas, a cargo de una serie de oficinas (scrinia) con numerosos subordinados en una gran red de oficinas provinciales. Tras la pérdida de Egipto, el Levante e Italia, el cargo decayó aún más. El último conde del que se tiene constancia aparece durante el reinado del emperador Focas (r. 602–610). Fue sustituido por el sakellarios y el logothetes tou genikou, que se mantuvieron como los principales ministros de finanzas hasta el siglo XI.